# Babuljaši i okolni grebeni
Babuljaši i okolni grebeni este o arie protejată (sit de importanță comunitară — SCI) din Croația întinsă pe o suprafață de 200,93 ha, integral marine.

## Localizare
Centrul sitului Babuljaši i okolni grebeni este situat la coordonatele 43°52′45″N 15°21′32″E / 43.879151°N 15.358846°E.

## Înființare
Situl Babuljaši i okolni grebeni a fost declarat sit de importanță comunitară în iulie 2013 pentru a proteja un număr necunoscut de specii din flora spontană și fauna sălbatică aflate în arealul zonei.

## Biodiversitate
Situată în ecoregiunea marină mediteraneană, aria protejată conține 2 habitate naturale: Recifuri, Straturi cu Posidonia (Posidonion oceanicae).
La baza desemnării sitului se află un număr nedeclarat de specii protejate.